# Léguillac-de-l'Auche
Léguillac-de-l'Auche is een gemeente in het Franse departement Dordogne (regio Nouvelle-Aquitaine) en telt 636 inwoners (1999). De plaats maakt deel uit van het arrondissement Périgueux.

## Geografie
De oppervlakte van Léguillac-de-l'Auche bedraagt 14,4 km², de bevolkingsdichtheid is 44,2 inwoners per km².
De onderstaande kaart toont de ligging van Léguillac-de-l'Auche met de belangrijkste infrastructuur en aangrenzende gemeenten.

## Demografie
Onderstaande figuur toont het verloop van het inwonertal (bron: INSEE-tellingen).
1. ↑  Populations de référence 2022.